# Ludovico Carracci

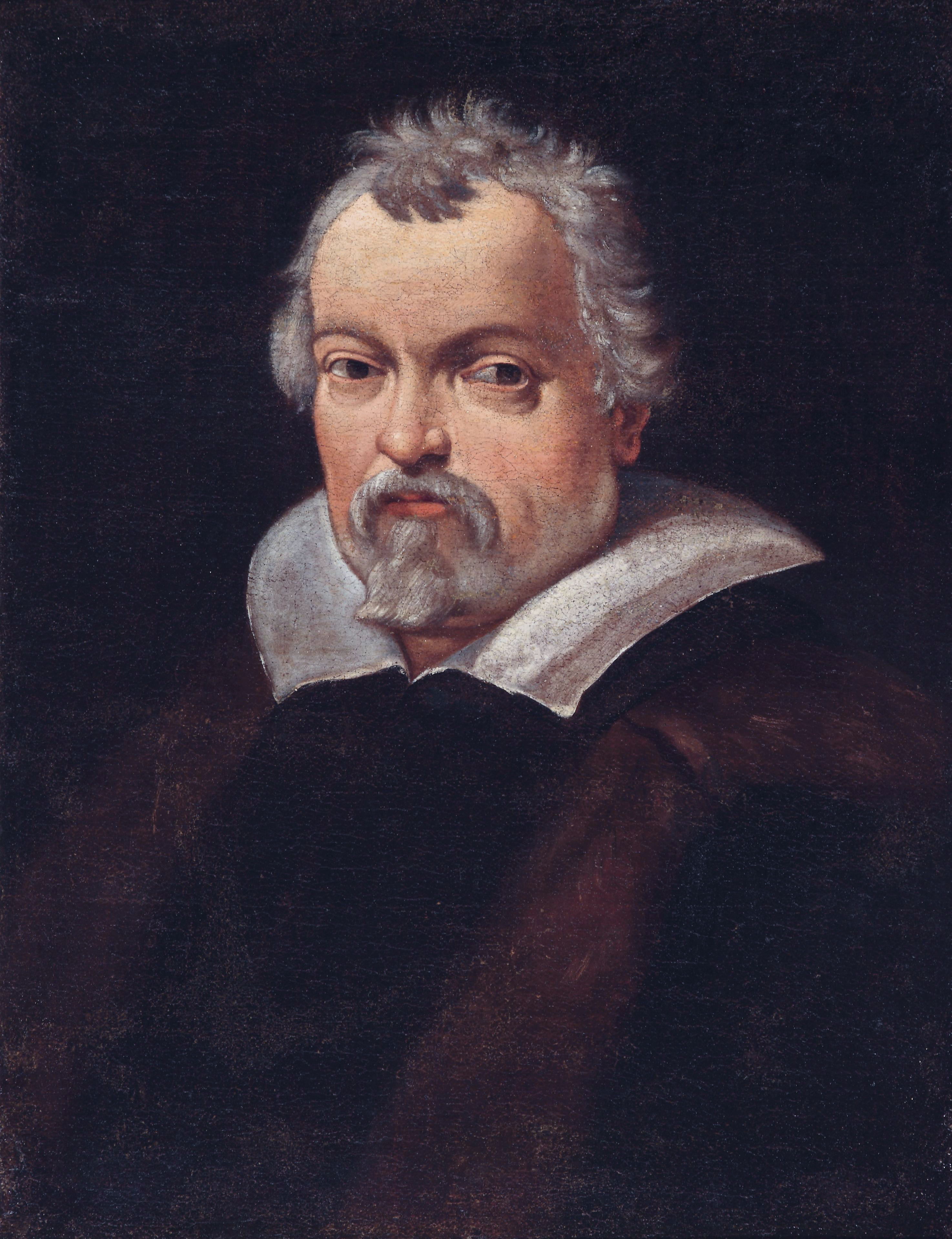
Ludovico Carracci

Ludovico Carracci (Bologna, 21 aprile 1555 – Bologna, 13 novembre 1619) è stato un pittore italiano, cugino dei fratelli Agostino e Annibale Carracci.

## Biografia
Nato a Bologna nel 1555 si formò presso Prospero Fontana, viaggiando a Firenze, Parma, Mantova, Venezia e venendo a contatto con Camillo Procaccini. È il più anziano esponente della famiglia dei Carracci, cugino di Annibale. Predilige la pittura religiosa finalizzata alla moralizzazione e come stimolo devozionale.
Prima del 1584, oltre all'iscrizione alla Compagnia dei Pittori, gli possono essere attribuite lo Sposalizio mistico di santa Caterina, ora in collezione privata, San Vincenzo in adorazione della Vergine e del Bambino, al Credito Romagnolo di Bologna e San Francesco in adorazione del Crocifisso, conservato alla Pinacoteca Capitolina di Roma, in questi la sua attenzione viene rivolta alla pittura del Parmigianino.

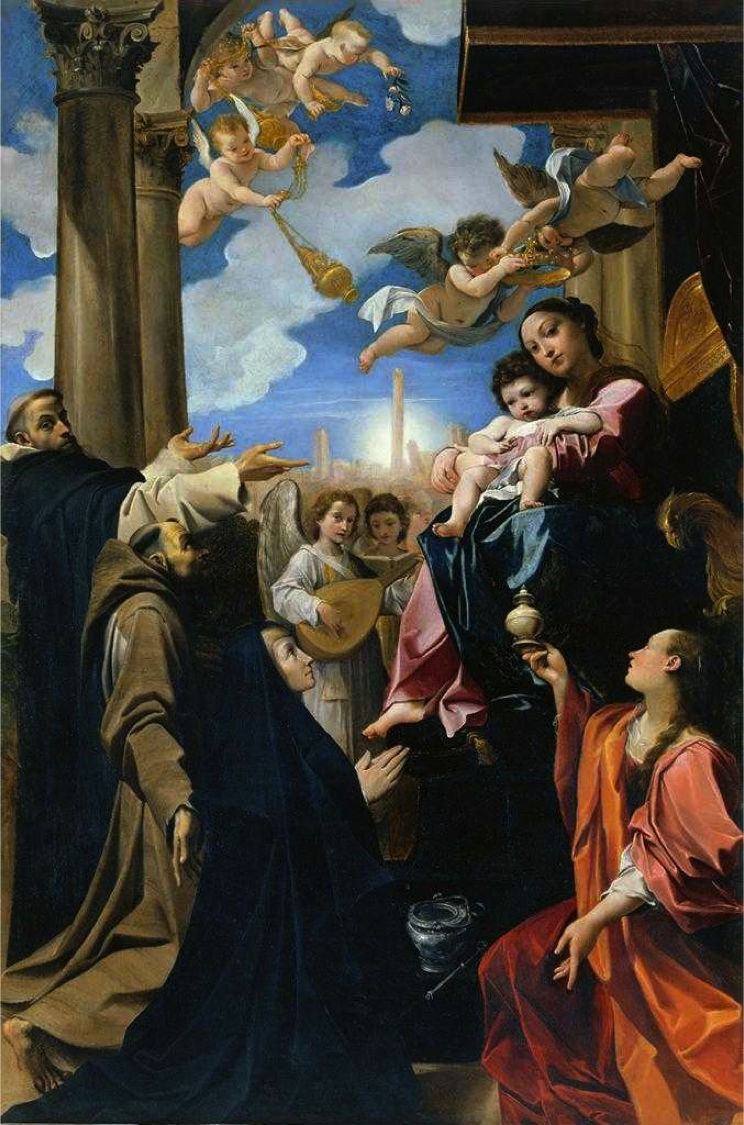
Madonna dei Bargellini (1588), Pinacoteca Nazionale, Bologna

Nel 1584 partecipa alla decorazione del bolognese Palazzo Fava insieme ad Annibale e ad Agostino. Tra le sue opere principali in questi anni si annoverano: Il Battesimo di Cristo, il San Francesco della Galleria Capitolina e il Matrimonio mistico.
Nelle prime opere come: l'Annunciazione del 1585 circa, ora alla Pinacoteca Nazionale di Bologna e la Visione di san Francesco del Rijksmuseum di Amsterdam, si riscontra l'influenza di Bartolomeo Cesi e dell'opera di Federico Barocci, oltre alle crisi morali del Carracci di fronte alle disposizioni diffuse dalla Controriforma.
Del 1587 è la Conversione di san Paolo; datata al 1588 è la Madonna dei Bargellini, coeva è l'Assunzione e la Trasfigurazione, ora in collezione privata; successiva è la Madonna degli Scalzi e del 1591 è la Sacra Famiglia con san Francesco, ora a Cento.
Tra il 1590 e il 1592, lavorò sempre con Agostino e Annibale al fregio di Palazzo Magnani con le Storie della fondazione di Roma; dello stesso periodo è la Flagellazione di Cristo, ora conservato a Douai al Museo della Certosa e del 1592 la Predicazione del Battista della Pinacoteca Nazionale di Bologna.

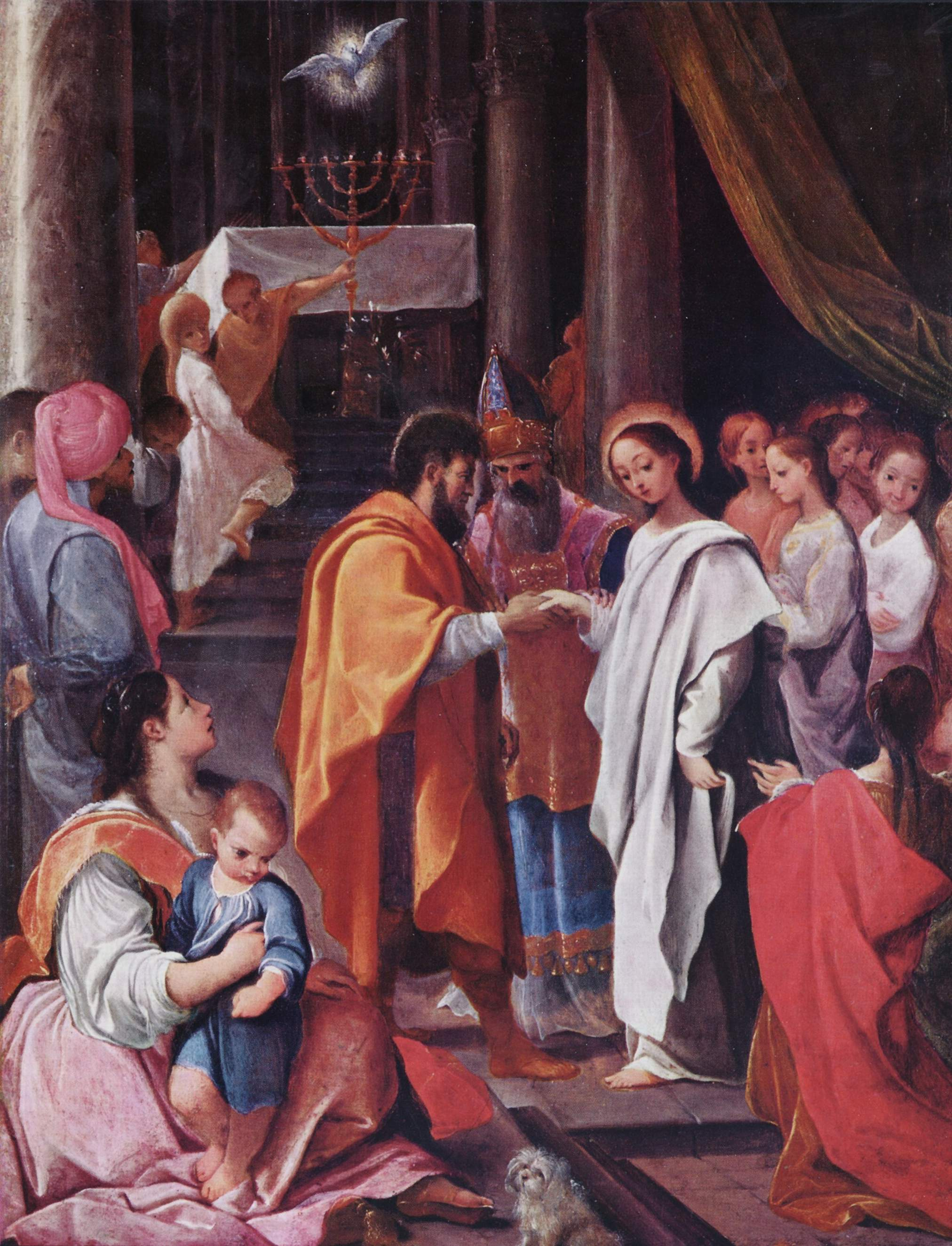
Sposalizio della Vergine

Tra il 1604 e il 1605 lavorò ad una serie di dipinti murali, in collaborazione con gli allievi, nel chiostro di San Michele in Bosco (oggi molto rovinati). Nello stesso cantiere era presente anche l'ex discepolo Guido Reni, ormai già in aperta e temibile concorrenza con Ludovico. Il ciclo del chiostro della chiesa benedettina di Bologna, benché dipinto su parete, non era stato steso ad affresco, ma attraverso una sperimentale applicazione della tecnica dell'olio su muro. La scelta si rivelò inadeguata alle caratteristiche climatiche del luogo, con rapida rovina delle pitture. Ciononostante, il ciclo del chiostro San Michele in Bosco è descritto dalle fonti come uno dei grandi capolavori di Ludovico Carracci e della sua scuola, tra le glorie della pittura bolognese. Supplisce in modo parziale alla perdita quasi integrale di quest'opera una bella serie di incisioni intagliate da Carlo Pisarri a fine Seicento.
Nel 1607 e 1608 è a Piacenza dove eseguì gli affreschi nel coro del Duomo e nel palazzo arcivescovile.
Nel 1612 Maffeo Barberini gli commissionò per la sua cappella gentilizia nella chiesa di Sant'Andrea della Valle a Roma il San Sebastiano gettato nella cloaca massima, ora al Getty Museum.
Del 1614 è la Crocifissione e i Santi Padri nel Limbo per la chiesa di Santa Francesca Romana a Ferrara in origine prevista per la Basilica di San Giorgio fuori le mura. L'opera, ora collocata nella prima cappella a destra entrando nella chiesa, in origine si trovava nell'abside ed è contornata da una trilogia di dipinti sempre di Ludovico raffiguranti nella cimasa Gli angeli adoranti, che portano in trionfo gli strumenti della passione e nelle nicchie laterali L'Addolorata e San Giovanni Evangelista piangente.
Anche l'ultima fase del Carracci evidenziò una pregevole qualità espressiva e morale, caratterizzata da un impianto formale pre-romantico polemico nei confronti delle nuove spinte barocche e da un tessuto cromatico basso.

## Opere
- Deposizione dalla croce, 1582 circa, olio su tela, 95 × 172 cm, New York, Metropolitan Museum.
- La Visione di san Francesco d'Assisi, 1583-1585, olio su tela, 103 × 103 cm, Amsterdam, Rijksmuseum.
- Storie di Giasone e Medea, 1584, affreschi, con la collaborazione di Annibale e Agostino, Bologna, Palazzo Fava.
- Annunciazione, 1584 circa, olio su tela, 182,5 × 221 cm, Pinacoteca Nazionale di Bologna.
- Annunciazione, 1585 circa, olio su rame, 56 × 45,5 cm, Pinacoteca Nazionale di Bologna.
- Battesimo di Cristo, 1585 circa, olio su tela, Oberschleißheim (Monaco di Baviera), Pinacoteca.
- San Luigi IX, re di Francia, 1585-1587, Parma, Galleria Nazionale (in deposito dalla Pinacoteca Nazionale di Bologna).
- Santa Elisabetta d'Ungheria, langravia di Turingia, 1585-1587, Parma, Galleria Nazionale (in deposito dalla Pinacoteca Nazionale di Bologna).
- Assunzione della Vergine, 1586-1587 circa, olio su tela, 245 × 134 cm, Raleigh, North Carolina Museum of Art.
- Conversione di Saulo, 1587-1588, olio su tela, 279 × 171 cm, Bologna, Pinacoteca Nazionale.
- Madonna con Bambino e santi (Madonna dei Bargellini), 1588, olio su tela, 282 × 188 cm, Bologna, Pinacoteca Nazionale.
- Madonna col Bambino e san Domenico, 1588-1590, olio su tela, 109 × 79,5, Bologna, Pinacoteca Nazionale.
- La Trinità con Cristo morto, 1590 circa, olio su tela, 173 × 127 cm, Città del Vaticano, Pinacoteca Vaticana.
- La famiglia Tacconi, 1590 circa, olio su tela, 97 × 76 cm, Bologna, Pinacoteca Nazionale.
- Sposalizio della Vergine, 1590 circa, olio su tavola, 40 × 32 cm, Londra, National Gallery.
- Orazione nell'orto, 1590 circa, olio su tela, 48 × 55 cm, Madrid, Museo del Prado.
- Madonna col Bambino fra i santi Girolamo e Francesco, 1590 circa, olio su tela, 219 × 144 cm, Bologna, Pinacoteca Nazionale.
- Madonna col Bambino con santi e committenti, 1591, olio su tela, Cento, Pinacoteca civica.
- Orazione nell'orto, 1590 circa, olio su tela, 100 × 114 cm, Londra, National Gallery.
- Giocatori di scacchi, 1590 circa, olio su tela, 85 x 106 cm, Gemäldegalerie, Berlino
- Predica del Battista, 1592 circa, olio su tela, 380 × 227 cm, Bologna, Pinacoteca Nazionale.
- Martirio di sant'Orsola, 1592, olio su tela, 330 × 218 cm, Bologna, Pinacoteca Nazionale.
- Martirio di sant'Orsola, olio su tela, Imola, Chiesa di San Domenico[3].
- Rinaldo e Armida, 1593, olio su tela, 190 × 136 cm, Napoli, Museo di Capodimonte.
- Il Sogno di santa Caterina d'Alessandria, 1593 circa, olio su tela, 139 × 111 cm, Washington, National Gallery of Art.
- La Vergine appare a san Giacinto, 1594, olio su tela, 375 × 223 cm, Parigi, Musée du Louvre.
- Trasfigurazione di Cristo, 1595 circa, olio su tela, 437 × 267 cm, Bologna, Pinacoteca Nazionale.
- Flagellazione di Cristo, 1595 circa, olio su tela, 219 × 148 cm, Bologna, Pinacoteca Nazionale.
- Coronazione di spine, 1595 circa, olio su tela, Bologna, Pinacoteca Nazionale.
- Pietà, 1585 circa, olio su tela, 34,7 × 46 cm, Roma, Galleria Nazionale di Arte Antica.
- La Piscina probatica, 1596 circa, olio su tela, 430 × 250 cm, Bologna, Pinacoteca Nazionale.
- Ritratto della Contessa Bentivoglio, 1597-1599 circa, olio su tela, 125 × 95 cm, collezione privata.
- Ritratto di Carlo Alberto Rati Opizzoni in armatura, 1597-1600, olio su tela, 101 × 85 cm, collezione privata.
- Martirio di San Pietro Toma, 1598-1599, olio su tela, 153 × 117,5 cm, Bologna, Pinacoteca Nazionale.
- Incontro dei santi Francesco, Domenico e Angelo, 1598-1599, olio su tela, 156 × 118 cm, Bologna, Pinacoteca Nazionale.
- Nascita del Battista, 1604, olio su tela, 420 × 268 cm, Bologna, Pinacoteca Nazionale.
- Presentazione al tempio, 1605 circa, olio su tela, 122 × 94 cm, Barcellona, Museu Nacional d'Art de Catalunya, in deposito dalla Collezione Thyssen-Bornemisza.
- Vocazione di Matteo, 1605-1607, olio su tela, 449 × 265 cm, Bologna, Pinacoteca Nazionale.
- Funerali della Vergine, 1606-1609, olio su tela, 665 × 345 cm, Parma, Galleria Nazionale.
- Gli Apostoli al sepolcro della Vergine, 1606-1609, olio su tela, 665 × 345 cm, Parma, Galleria Nazionale.
- Madonna col Bambino e sei Santi, 1607, olio su rame, 30 × 25 cm, New York, Metropolitan Museum of Art (già Bowood House, Inghilterra, collezione Earl of Shelburne; acquisto 2007).
- Cristo servito dagli angeli nel deserto, 1608-1610, olio su tela, 157 × 225 cm, Berlino, Staatliche Museen.
- San Sebastiano gettato nella Cloaca Massima, 1612, olio su tela, 167 × 233 cm, Los Angeles, J. Paul Getty Museum.
- San Carlo battezza a Milano in tempo di peste, 1612, olio su tela, Nonantola, Museo dell'Abbazia (Sala degli Abati)
- Vergine e i Santi Orso ed Eusebio, 1613, olio su tela, 245 x 135 cm, Fano, Duomo
- Crocifissione e i Santi Padri nel Limbo, 1614, Ferrara, Santa Francesca Romana
- Martirio di santa Margherita, 1616, olio su tela, Mantova, Chiesa di San Maurizio, Cappella di Santa Margherita.
- Susanna e i vecchioni, 1616, olio su tela, 146,6 × 116,5 cm, Londra, National Gallery.
- San Carlo adora il Bambino, Forlì, Pinacoteca civica